# Bayerischer Landespersonalausschuss
Der Bayerische Landespersonalausschuss (LPA) mit Sitz in München ist nach Art. 112 BayBG eine personalverwaltende Stelle des Freistaates Bayern, die für den Vollzug von Teilen des Beamtenrechtes für staatliche und nichtstaatliche (öffentliche) Verwaltungen und Justiz in Bayern zuständig ist.
Die Aufgaben und Tätigkeiten umfassen unter anderem das zentrale Auswahlverfahren für die Laufbahnen der 2. und 3. Qualifikationsebene und Laufbahnprüfungen der staatlichen Beamten sowie die Mitwirkung bei der Fortentwicklung des bayerischen Beamtenrechts.
Die Leitung obliegt einem Generalsekretär (derzeit Horst Wonka). Die Geschäftsstelle besteht aus den Referaten L 1, L 2 und L 3. Der LPA ist eine Behörde im Geschäftsbereich des Bayerischen Staatsministeriums der Finanzen und für Heimat.